# 基什孔毛伊紹

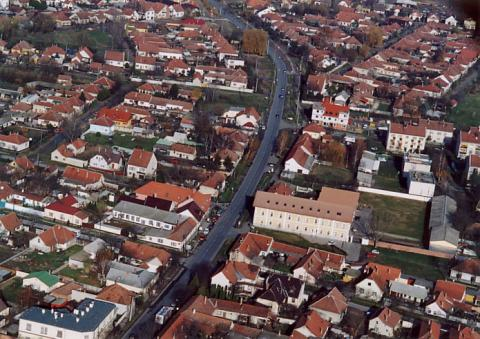

基什孔毛伊紹（匈牙利語：Kiskunmajsa）是匈牙利的城鎮，位於該國南部，由巴奇-基什孔州負責管轄，面積221.99平方公里，2011年人口11,767，其中約八成居民信奉天主教。